# Mick Bolton
Mick Bolton (Londres, 10 de mayo de 1950) es un guitarrista británico, reconocido por haber tocado en la agrupación UFO, apareciendo acreditado en los álbumes UFO 1, UFO 2: Flying y Live.

## Carrera
Bolton nació en Londres en 1950. En 1968 en esa misma ciudad, el guitarrista se reunió con los músicos Phil Mogg, Andy Parker y Pete Way y formó la agrupación Hocus Pocus. Luego de obtener un contrato discográfico, la banda cambió de nombre y se convirtió en UFO, el cual todavía conservan. En 1970 la agrupación publicó su primer álbum, titulado UFO 1, seguido de UFO 2: Flying un año después. Ante la acogida que tuvo la agrupación en tierras japonesas, decidieron grabar un álbum en directo titulado Live y publicarlo solamente en Japón.
En 1972 Bolton decidió abandonar el grupo por motivos personales, siendo reemplazado por Larry Wallis en primera instancia y por Bernie Marsden durante un corto periodo de tiempo. Michael Schenker, antiguo guitarrista de Scorpions, se unió a la formación en junio de 1973 logrando un éxito masivo.

## Discografía

### Con UFO
- 1970 - UFO 1
- 1971 - UFO 2: Flying
- 1972 - Live